# كم زرد (دهرود)
كم زرد (بالفارسية: کم‌زرد) هي قرية تقع في إيران في قسم دهرود الريفي. يقدر عدد سكانها بـ 146 نسمة بحسب إحصاء 2016.